# Anolis casildae
Anolis casildae (аноліс Касільди) — вид ігуаноподібних ящірок родини анолісових (Dactyloidae). Ендемік Панами.

## Поширення і екологія
Аноліси Касільди відомі з кількох місцевостей, розташованих в провінції Чирикі та комарці Нґобе-Буґле на заході Панами. Вони живуть у вологих тропічних лісах в передгір'ях, на висоті від 990 до 1720 м над рівнем моря. Ведуть денний, деревний спосіб життя.

## Збереження
МСОП класифікує цей вид як такий, що перебуває під загрозою зникнення. Anolis casildae загрожує знищення природного середовища.